# Petropavlovca, Sîngerei
Petropavlovca (Ion Creangă) este un sat din cadrul comunei Grigorăuca din raionul Sîngerei, Republica Moldova.